# Écurie Belgique
Ne pas confondre avec l'Écurie Belge, une autre équipe de Formule 1.
L'Écurie Belgique est créée en 1951 par quatre amateurs : Jacques Swaters, Charles de Tornaco, André Pilette et Roger Laurent. Ces quatre pilotes belges viennent alors d'acquérir une Talbot-Lago T26C, qu'ils vont se partager à tour de rôle, principalement dans les épreuves nationales. 
L'Écurie Belgique débute lors du V Gran Premio di San Remo en Italie, où le Français Guy Mairesse termine sixième à six tours de la Ferrari de l'Italien Alberto Ascari. L'écurie revient en compétition lors de la première manche du championnat du monde de Formule 1, en Suisse, où Mairesse se qualifie en vingt-et-unième et dernière position en 3 min 12 s, à plus de 36 secondes de l'auteur de la pole position, l'Argentin Juan Manuel Fangio. En course, le Français termine quatorzième et dernier, à neuf tours de l'Alfa Romeo de Fangio.
L'Écurie Belgique dispute son Grand Prix national, sur le circuit de Spa-Francorchamps. Le Belge André Pilette signe le treizième et avant-dernier temps qualificatif en 5 min 9 s, à 51 secondes de Fangio. En course, Pilette réalise la meilleure performance en Formule 1 de l'écurie, en terminant sixième, à trois tours de l'Alfa Romeo de l'Italien Giuseppe Farina.
En France, la Talbot-Lago T26C est à nouveau confiée au Français Guy Mairesse, qui signe le dix-neuvième temps des qualifications en 2 min 58 s 4, à près de 33 secondes de Fangio. En course, il termine en neuvième position, à onze tours des vainqueurs Fangio et Luigi Fagioli.
L'écurie prend part ensuite à une manche hors-championnat du monde, le II Grote Prijs van Nederland, sur le circuit de Zandvoort aux Pays-Bas, où André Pilette abandonne à six tours de la fin de l'épreuve à la suite d'un accident.
La semaine suivante, l'écurie Belgique engage le Belge Jacques Swaters lors du Grand Prix d'Allemagne, disputé sur la boucle nord du Nürburgring. Qualifié en vingt-deuxième position en 12 min 9 s 1 à plus de deux minutes dix de la Ferrari d'Alberto Ascari, Swaters termine dixième à deux tours du champion du monde italien,.
L'écurie dispute ensuite le XIII Grand Prix d'Albi, manche hors-championnat lors de laquelle la monoplace est confiée au Belge Roger Laurent, qui termine sixième à trois tours de Maurice Trintignant.
La Talbot-Lago T26C est ensuite confiée à Guy Mairesse pour le XX Circuito di Pescara en Italie, épreuve lors de laquelle le Français abandonne dès le deuxième tour à cause d'un problème de bougies.
L'écurie Belgique prend part ensuite au Grand Prix d'Italie, dernière course disputée par la structure belge. Jacques Swaters réalise le vingt-deuxième et dernier temps qualificatif en 2 min 18 s 8, à plus de 25 secondes de Fangio. En course, le Belge abandonne au bout de six tours à cause d'une surchauffe du moteur Talbot.
L'année suivante, l'équipe fonde l'Écurie Francorchamps, dirigée par Jacques Swaters.

## Résultats en championnat du monde de Formule 1
| Saison | Écurie          | Châssis          | Moteur    | Pneus  | Pilotes                                    | Grands Prix disputés | Points inscrits | Classement |
| ------ | --------------- | ---------------- | --------- | ------ | ------------------------------------------ | -------------------- | --------------- | ---------- |
| 1951   | Écurie Belgique | Talbot-Lago T26C | Talbot L6 | Dunlop | Guy Mairesse André Pilette Jacques Swaters | 5                    | -               | -          |

| Saison | Écurie          | Châssis                             | Moteur    | Pneumatiques | Pilotes         | Courses | Courses | Courses | Courses | Courses | Courses | Courses | Courses | Points inscrits | Classement |
| Saison | Écurie          | Châssis                             | Moteur    | Pneumatiques | Pilotes         | 1       | 2       | 3       | 4       | 5       | 6       | 7       | 8       | Points inscrits | Classement |
| ------ | --------------- | ----------------------------------- | --------- | ------------ | --------------- | ------- | ------- | ------- | ------- | ------- | ------- | ------- | ------- | --------------- | ---------- |
| 1951   | Écurie Belgique | Talbot-Lago T26C Talbot-Lago T26-DA | Talbot L6 | Dunlop       |                 | SUI     | 500     | BEL     | FRA     | GBR     | ALL     | ITA     | ESP     | -               | -          |
| 1951   | Écurie Belgique | Talbot-Lago T26C Talbot-Lago T26-DA | Talbot L6 | Dunlop       | Guy Mairesse    | 14e     |         |         | 9e      |         |         |         |         | -               | -          |
| 1951   | Écurie Belgique | Talbot-Lago T26C Talbot-Lago T26-DA | Talbot L6 | Dunlop       | André Pilette   |         |         | 6e      |         |         |         |         |         | -               | -          |
| 1951   | Écurie Belgique | Talbot-Lago T26C Talbot-Lago T26-DA | Talbot L6 | Dunlop       | Jacques Swaters |         |         |         |         |         | 10e     | Abd     |         | -               | -          |

Légende : ici